# Circus-Wanty-Gobert/2020
Deze pagina geeft een overzicht van de Circus-Wanty-Gobert-wielerploeg in 2020.

## Algemeen
Algemeen manager: Jean-François Bourlart
Ploegleiders: Hilaire Van der Schueren, Steven De Neef, Sébastien Demarbaix, Jean-Marc Rossignon
Fietsmerk: Cube bikes
Kopmannen: Xandro Meurisse, Jan Bakelants

## Transfers
| Inkomend           | Team 2019           | Uitgaand          | Team 2020                        |
| ------------------ | ------------------- | ----------------- | -------------------------------- |
| Jan Bakelants      | Team Sunweb         | Frederik Backaert | B&B Hotels-Vital Concept p/b KTM |
| Jeremy Bellicaud   | CC Étupes           | Jérôme Baugnies   | Canyon dhb p/b Soreen            |
| Théo Delacroix     | CC Étupes           | Guillaume Martin  | Cofidis                          |
| Alexander Evans    | SEG Racing Academy  | Boris Vallée      | Bingoal-Wallonie Bruxelles       |
| Quinten Hermans    | Telenet-Fidea Lions | Bart De Clercq    | Gestopt                          |
| Maurits Lammertink | Roompot-Charles     | Marco Minnaard    | Gestopt                          |
| Simone Petilli     | UAE Team Emirates   |                   |                                  |
| Corné van Kessel   | Telenet-Fidea Lions |                   |                                  |
| Danny van Poppel   | Team Jumbo-Visma    |                   |                                  |
| Boy van Poppel     | Roompot-Charles     |                   |                                  |

## Renners
| Naam                 | Geboortedatum | Nationaliteit | Ploeg 2019          |
| -------------------- | ------------- | ------------- | ------------------- |
| Jan Bakelants        | 14-02-1986    | België        | Team Sunweb         |
| Jeremy Bellicaud     | 08-06-1998    | Frankrijk     |                     |
| Alfdan De Decker     | 09-09-1996    | België        |                     |
| Aimé De Gendt        | 17-06-1994    | België        |                     |
| Jasper De Plus       | 11-06-1997    | België        |                     |
| Ludwig De Winter     | 31-12-1992    | België        |                     |
| Thomas Degand        | 13-05-1986    | België        |                     |
| Théo Delacroix       | 21-02-1999    | Frankrijk     | CC Étupes           |
| Tom Devriendt        | 29-10-1991    | België        |                     |
| Fabien Doubey        | 21-10-1993    | Frankrijk     |                     |
| Timothy Dupont       | 01-11-1987    | België        |                     |
| Odd Christian Eiking | 28-12-1994    | Noorwegen     |                     |
| Alexander Evans      | 28-01-1997    | Australië     | SEG Racing Academy  |
| Quinten Hermans      | 29-07-1995    | België        | Telenet-Fidea Lions |
| Wesley Kreder        | 04-11-1990    | Nederland     |                     |
| Maurits Lammertink   | 31-08-1990    | Nederland     | Roompot-Charles     |
| Xandro Meurisse      | 31-01-1992    | België        |                     |
| Yoann Offredo        | 12-11-1986    | Frankrijk     |                     |
| Andrea Pasqualon     | 02-01-1988    | Italië        |                     |
| Simone Petilli       | 04-05-1993    | Italië        | UAE Team Emirates   |
| Corné van Kessel     | 07-08-91      | Nederland     | Telenet-Fidea Lions |
| Kevin Van Melsen     | 01-04-1987    | België        |                     |
| Danny van Poppel     | 26-07-1993    | Nederland     | Team Jumbo-Visma    |
| Boy van Poppel       | 18-01-1988    | Nederland     | Roompot-Charles     |
| Pieter Vanspeybrouck | 10-02-1987    | België        |                     |
| Loïc Vliegen         | 20-12-1993    | België        |                     |

## Overwinningen
| Vuelta Ciclista a la Región de Murcia 1e etappe: Xandro Meurisse Eindklassement: Xandro Meurisse Tour du Doubs Winnaar: Loïc Vliegen Gooikse Pijl Winnaar: Danny van Poppel |

2008 · 2009 · 2010 · 2011 · 2012 · 2013 · 2014 · 2015 · 2016 · 2017 · 2018 · 2019 · 2020 · 2021 · 2022 · 2023 · 2024 · 2025
Alpecin-Fenix · Androni Giocattoli-Sidermec · B&B Hotels-Vital Concept p/b KTM · Bardiani-CSF-Faizanè · Bingoal-Wallonie Bruxelles · Burgos-BH · Caja Rural-Seguros RGA · Circus-Wanty-Gobert · Euskaltel-Euskadi · Gazprom-RusVelo · NIPPO DELKO One Provence · Rally Cycling · Riwal Readynez Cycling Team · Sport Vlaanderen-Baloise · Team Arkéa Samsic · Team Novo Nordisk · Team Total Direct Energie · Uno-X Pro Cycling Team · Vini Zabù-KTM